# Kênh Trung Ương
Kênh Trung ương (tên khác: Kênh Long An) là một con kênh đổ ra Sông Tiền. Kênh có chiều dài 44 km. Kênh Trung ương chảy qua các tỉnh Đồng Tháp, Long An.